# Liste des chansons des Foo Fighters
Une chanson de Foo Fighters est une chanson interprétée et enregistrée par ce groupe entre 1995 et aujourd'hui, et officialisée par une publication au cours de ces années. Au cours de leur carrière discographique, les Foo Fighters publient huit albums studio, un album live, deux compilations, trois EPs et une quarantaine de singles, ce qui amène le total de compositions à plus d'une centaine de chansons.
Voici la liste détaillée des chansons de Foo Fighters, incluant les reprises apparaissant sur leurs albums ou singles. La liste est présentée ici par ordre alphabétique, avec l'année de parution des chansons et leur(s) auteur(s).
|  | chanson             |
|  | single              |
|  | single promotionnel |
|  | reprise             |

- Haut – A
- B
- C
- D
- E
- F
- G
- H
- I
- J
- K
- L
- M
- N
- O
- P
- Q
- R
- S
- T
- U
- V
- W
- X
- Y
- Z

## A
| Titre             | Année | Parution                      | Auteur(s)                                                                       |
| ----------------- | ----- | ----------------------------- | ------------------------------------------------------------------------------- |
| A320              | 1998  | BO de Godzilla                | Dave Grohl, Nate Mendel, Pat Smear                                              |
| A Matter of Time  | 2011  | Wasting Light                 | Dave Grohl, Taylor Hawkins, Nate Mendel, Chris Shiflett, Pat Smear              |
| Ain't It The Life | 1999  | There Is Nothing Left to Lose | Dave Grohl, Taylor Hawkins, Nate Mendel                                         |
| All My Life       | 2002  | One by One                    | Dave Grohl, Taylor Hawkins, Nate Mendel, Chris Shiflett                         |
| Alone+Easy Target | 1995  | Foo Fighters                  | Dave Grohl                                                                      |
| Another Round     | 2005  | In Your Honor                 | Dave Grohl, Taylor Hawkins, Nate Mendel, Chris Shiflett                         |
| Arlandria         | 2011  | Wasting Light                 | Dave Grohl, Taylor Hawkins, Nate Mendel, Chris Shiflett, Pat Smear              |
| Arrows            | 2017  | Concrete and Gold             | Dave Grohl, Taylor Hawkins, Nate Mendel, Chris Shiflett, Pat Smear, Rami Jaffee |
| Aurora            | 1999  | There Is Nothing Left to Lose | Dave Grohl, Taylor Hawkins, Nate Mendel                                         |

## B
| Titre                             | Année | Parution                            | Auteur(s)                                                          |
| --------------------------------- | ----- | ----------------------------------- | ------------------------------------------------------------------ |
| Back & Forth                      | 2011  | Wasting Light                       | Dave Grohl, Taylor Hawkins, Nate Mendel, Chris Shiflett, Pat Smear |
| Bad Reputation                    | 2011  | Medium Rare                         | Thin Lizzy                                                         |
| Baker Street                      | 1998  | My Hero (face-B)                    | Gerry Rafferty                                                     |
| Ballad of the Beaconsfield Miners | 2007  | Echoes, Silence, Patience and Grace | Dave Grohl, Taylor Hawkins, Nate Mendel, Chris Shiflett            |
| Band on the Run                   | 2007  | Radio 1 Established 1967            | Linda McCartney, Paul McCartney                                    |
| Best of You                       | 2005  | In Your Honor                       | Dave Grohl, Taylor Hawkins, Nate Mendel, Chris Shiflett            |
| Better Off                        | 2011  | Wasting Light                       | Dave Grohl, Taylor Hawkins, Nate Mendel, Chris Shiflett, Pat Smear |
| Big Me                            | 1995  | Foo Fighters                        | Dave Grohl                                                         |
| Breakout                          | 1999  | There Is Nothing Left to Lose       | Dave Grohl, Taylor Hawkins, Nate Mendel                            |
| Bridge Burning                    | 2011  | Wasting Light                       | Dave Grohl, Taylor Hawkins, Nate Mendel, Chris Shiflett, Pat Smear |
| Burn Away                         | 2002  | One by One                          | Dave Grohl, Taylor Hawkins, Nate Mendel, Chris Shiflett            |
| But, Honestly                     | 2007  | Echoes, Silence, Patience and Grace | Dave Grohl, Taylor Hawkins, Nate Mendel, Chris Shiflett            |

## C
| Titre                                    | Année | Parution                            | Auteur(s)                                                                       |
| ---------------------------------------- | ----- | ----------------------------------- | ------------------------------------------------------------------------------- |
| Cheer Up, Boys (Your Make Up Is Running) | 2007  | Echoes, Silence, Patience and Grace | Dave Grohl, Taylor Hawkins, Nate Mendel, Chris Shiflett                         |
| Come Alive                               | 2007  | Echoes, Silence, Patience and Grace | Dave Grohl, Taylor Hawkins, Nate Mendel, Chris Shiflett                         |
| Come Back                                | 2002  | One by One                          | Dave Grohl, Taylor Hawkins, Nate Mendel, Chris Shiflett                         |
| Concrete and Gold                        | 2017  | Concrete and Gold                   | Dave Grohl, Taylor Hawkins, Nate Mendel, Chris Shiflett, Pat Smear, Rami Jaffee |
| Congregation                             | 2014  | Sonic Highways                      | Dave Grohl, Taylor Hawkins, Nate Mendel, Pat Smear, Chris Shiflett              |

## D
| Titre                | Année | Parution                 | Auteur(s)                                                                       |
| -------------------- | ----- | ------------------------ | ------------------------------------------------------------------------------- |
| Danny Says           | 2002  | All My Life              | Ramones                                                                         |
| Darling Nikki        | 2003  | Have It All (face-B)     | Prince                                                                          |
| Dear Lover           | 1997  | BO de Scream 2           | Dave Grohl, Nate Mendel, Pat Smear                                              |
| Dear Rosemary        | 2011  | Wasting Light            | Dave Grohl, Taylor Hawkins, Nate Mendel, Chris Shiflett, Pat Smear              |
| Dirty Water          | 2017  | Concrete and Gold        | Dave Grohl, Taylor Hawkins, Nate Mendel, Chris Shiflett, Pat Smear, Rami Jaffee |
| Disenchanted Lullaby | 2002  | One by One               | Dave Grohl, Taylor Hawkins, Nate Mendel, Chris Shiflett                         |
| DOA                  | 2005  | In Your Honor            | Dave Grohl, Taylor Hawkins, Nate Mendel, Chris Shiflett                         |
| Doll                 | 1997  | The Colour and the Shape | Dave Grohl, Nate Mendel, Pat Smear                                              |
| Down in the Park     | 1996  | Songs in the Key of X    | Gary Numan                                                                      |

## E
| Titre         | Année | Parution                            | Auteur(s)                                                          |
| ------------- | ----- | ----------------------------------- | ------------------------------------------------------------------ |
| Empty Handed  | 2015  | Songs from the Laundry Room         | Dave Grohl, Taylor Hawkins, Nate Mendel, Chris Shiflett, Pat Smear |
| End Over End  | 2005  | In Your Honor                       | Dave Grohl, Taylor Hawkins, Nate Mendel, Chris Shiflett            |
| Enough Space  | 1997  | The Colour and the Shape            | Dave Grohl                                                         |
| Erase/Replace | 2007  | Echoes, Silence, Patience and Grace | Dave Grohl, Taylor Hawkins, Nate Mendel, Chris Shiflett            |
| Everlong      | 1997  | The Colour and the Shape            | Dave Grohl                                                         |
| Exhausted     | 1995  | Foo Fighters                        | Dave Grohl                                                         |

## F
| Titre                 | Année | Parution                 | Auteur(s)                                               |
| --------------------- | ----- | ------------------------ | ------------------------------------------------------- |
| February Stars        | 1997  | The Colour and the Shape | Dave Grohl, Nate Mendel, Pat Smear                      |
| FFL [Fat Fucking Lie] | 2005  | Best of You (face-B)     | Dave Grohl, Taylor Hawkins, Nate Mendel, Chris Shiflett |
| Floaty                | 1995  | Foo Fighters             | Dave Grohl                                              |
| For All the Cows      | 1995  | Foo Fighters             | Dave Grohl                                              |
| Free Me               | 2005  | In Your Honor            | Dave Grohl, Taylor Hawkins, Nate Mendel, Chris Shiflett |
| Friend of a Friend    | 2005  | In Your Honor            | Dave Grohl                                              |

## G
| Titre          | Année | Parution                      | Auteur(s)                               |
| -------------- | ----- | ----------------------------- | --------------------------------------- |
| Gas Chamber    | 1996  | Big Me (face-B)               | Mike Saunders, Gregg Turner             |
| Generator      | 1999  | There Is Nothing Left to Lose | Dave Grohl, Taylor Hawkins, Nate Mendel |
| Gimme Stitches | 1999  | There Is Nothing Left to Lose | Dave Grohl, Taylor Hawkins, Nate Mendel |
| Good Grief     | 1995  | Foo Fighters                  | Dave Grohl                              |

## H
| Titre                        | Année | Parution                            | Auteur(s)                                                                       |
| ---------------------------- | ----- | ----------------------------------- | ------------------------------------------------------------------------------- |
| Halo                         | 2002  | One by One                          | Dave Grohl, Taylor Hawkins, Nate Mendel, Chris Shiflett                         |
| Happy Ever After (Zero Hour) | 2017  | Concrete and Gold                   | Dave Grohl, Taylor Hawkins, Nate Mendel, Chris Shiflett, Pat Smear, Rami Jaffee |
| Have a Cigar                 | 2000  | B.O. de Mission impossible 2        | Roger Waters                                                                    |
| Have It All                  | 2002  | One by One                          | Dave Grohl, Taylor Hawkins, Nate Mendel, Chris Shiflett                         |
| Headwires                    | 1999  | There Is Nothing Left to Lose       | Dave Grohl, Taylor Hawkins, Nate Mendel                                         |
| Hell                         | 2005  | In Your Honor                       | Dave Grohl, Taylor Hawkins, Nate Mendel, Chris Shiflett                         |
| Hey, Johnny Park!            | 1997  | The Colour and the Shape            | Dave Grohl, Nate Mendel, Pat Smear                                              |
| Home                         | 2007  | Echoes, Silence, Patience and Grace | Dave Grohl, Taylor Hawkins, Nate Mendel, Chris Shiflett                         |

## I
| Titre               | Année | Parution       | Auteur(s)                                                          |
| ------------------- | ----- | -------------- | ------------------------------------------------------------------ |
| I'll Stick Around   | 1995  | Foo Fighters   | Dave Grohl                                                         |
| I Am a River        | 2014  | Sonic Highways | Dave Grohl, Taylor Hawkins, Nate Mendel, Chris Shiflett, Pat Smear |
| I Feel Free         | 2005  | DOA (face-B)   | Jack Bruce                                                         |
| I Should Have Known | 2011  | Wasting Light  | Dave Grohl, Taylor Hawkins, Nate Mendel, Chris Shiflett, Pat Smear |
| In the Clear        | 2014  | Sonic Highways | Dave Grohl, Taylor Hawkins, Nate Mendel, Chris Shiflett, Pat Smear |
| In Your Honor       | 2005  | In Your Honor  | Dave Grohl, Taylor Hawkins, Nate Mendel, Chris Shiflett            |
| Iron Rooster        | 2015  | Saint Cecilia  | Dave Grohl, Taylor Hawkins, Nate Mendel, Chris Shiflett, Pat Smear |

## K
| Titre                | Année | Parution                    | Auteur(s)   |
| -------------------- | ----- | --------------------------- | ----------- |
| Keep the Car Running | 2008  | Let It Die (face-B)         | Arcade Fire |
| Kids in America      | 2015  | Songs from the Laundry Room | Kim Wilde   |

## L
| Titre             | Année | Parution                            | Auteur(s)                                                                       |
| ----------------- | ----- | ----------------------------------- | ------------------------------------------------------------------------------- |
| La Dee Da         | 2017  | Concrete and Gold                   | Dave Grohl, Taylor Hawkins, Nate Mendel, Chris Shiflett, Pat Smear, Rami Jaffee |
| Learn to Fly      | 1999  | There Is Nothing Left to Lose       | Dave Grohl, Taylor Hawkins, Nate Mendel                                         |
| Let It Die        | 2007  | Echoes, Silence, Patience and Grace | Dave Grohl, Taylor Hawkins, Nate Mendel, Chris Shiflett                         |
| Life of Illusion  | 2002  | Times Like These (face-B)           | Joe Walsh                                                                       |
| Live-In Skin      | 1999  | There Is Nothing Left to Lose       | Dave Grohl, Taylor Hawkins, Nate Mendel                                         |
| Lonely As You     | 2002  | One by One                          | Dave Grohl, Taylor Hawkins, Nate Mendel, Chris Shiflett                         |
| Long Road to Ruin | 2007  | Echoes, Silence, Patience and Grace | Dave Grohl, Taylor Hawkins, Nate Mendel, Chris Shiflett                         |
| Low               | 2002  | One by One                          | Dave Grohl, Taylor Hawkins, Nate Mendel, Chris Shiflett                         |

## M
| Titre           | Année | Parution                      | Auteur(s)                                                                       |
| --------------- | ----- | ----------------------------- | ------------------------------------------------------------------------------- |
| Make It Right   | 2017  | Concrete and Gold             | Dave Grohl, Taylor Hawkins, Nate Mendel, Chris Shiflett, Pat Smear, Rami Jaffee |
| Marigold        | 2006  | Skin and Bones                | Dave Grohl                                                                      |
| Miracle         | 2005  | In Your Honor                 | Dave Grohl, Taylor Hawkins, Nate Mendel, Chris Shiflett                         |
| Miss the Misery | 2011  | Wasting Light                 | Dave Grohl, Taylor Hawkins, Nate Mendel, Chris Shiflett, Pat Smear              |
| Monkey Wrench   | 1997  | The Colour and the Shape      | Dave Grohl, Nate Mendel, Pat Smear                                              |
| My Hero         | 1997  | The Colour and the Shape      | Dave Grohl, Nate Mendel, Pat Smear                                              |
| My Poor Brain   | 1997  | The Colour and the Shape      | Dave Grohl, Nate Mendel, Pat Smear                                              |
| M.I.A.          | 1999  | There Is Nothing Left to Lose | Dave Grohl, Taylor Hawkins, Nate Mendel                                         |

## N
| Titre                           | Année | Parution                      | Auteur(s)                                                       |
| ------------------------------- | ----- | ----------------------------- | --------------------------------------------------------------- |
| Never Talking to You Again      | 2003  | Low (face-B)                  | Grant Hart                                                      |
| New Way Home                    | 1997  | The Colour and the Shape      | Dave Grohl, Nate Mendel, Pat Smear                              |
| Next Year                       | 1999  | There Is Nothing Left to Lose | Dave Grohl, Taylor Hawkins, Nate Mendel                         |
| No Way Back/Cold Day in the Sun | 2005  | In Your Honor                 | Dave Grohl, Taylor Hawkins, Nate Mendel, Chris Shiflett/Hawkins |

## O
| Titre        | Année | Parution       | Auteur(s)                                                          |
| ------------ | ----- | -------------- | ------------------------------------------------------------------ |
| Oh, George   | 1995  | Foo Fighters   | Dave Grohl                                                         |
| On the Mend  | 2005  | In Your Honor  | Dave Grohl, Taylor Hawkins, Nate Mendel, Chris Shiflett            |
| Outside      | 2014  | Sonic Highways | Dave Grohl, Taylor Hawkins, Nate Mendel, Chris Shiflett, Pat Smear |
| Over and Out | 2005  | In Your Honor  | Dave Grohl, Taylor Hawkins, Nate Mendel, Chris Shiflett            |
| Overdrive    | 2002  | One by One     | Dave Grohl, Taylor Hawkins, Nate Mendel, Chris Shiflett            |

## R
| Titre   | Année | Parution          | Auteur(s)                                                                       |
| ------- | ----- | ----------------- | ------------------------------------------------------------------------------- |
| Razor   | 2005  | In Your Honor     | Dave Grohl, Taylor Hawkins, Nate Mendel, Chris Shiflett                         |
| Resolve | 2005  | In Your Honor     | Dave Grohl, Taylor Hawkins, Nate Mendel, Chris Shiflett                         |
| Rope    | 2011  | Wasting Light     | Dave Grohl, Taylor Hawkins, Nate Mendel, Chris Shiflett, Pat Smear              |
| Run     | 2017  | Concrete and Gold | Dave Grohl, Taylor Hawkins, Nate Mendel, Chris Shiflett, Pat Smear, Rami Jaffee |

## S
| Titre                         | Année | Parution                            | Auteur(s)                                                                       |
| ----------------------------- | ----- | ----------------------------------- | ------------------------------------------------------------------------------- |
| Saint Cecilia                 | 2015  | Saint Cecilia                       | Dave Grohl, Taylor Hawkins, Nate Mendel, Chris Shiflett, Pat Smear              |
| Savior Breath                 | 2015  | Saint Cecilia                       | Dave Grohl, Taylor Hawkins, Nate Mendel, Chris Shiflett, Pat Smear              |
| Sean                          | 2015  | Saint Cecilia                       | Dave Grohl, Taylor Hawkins, Nate Mendel, Chris Shiflett, Pat Smear              |
| See You                       | 1997  | The Colour and the Shape            | Dave Grohl, Nate Mendel, Pat Smear                                              |
| Skin and Bones                | 2005  | DOA (face-B)                        | Dave Grohl                                                                      |
| Something from Nothing        | 2014  | Sonic Highways                      | Dave Grohl, Taylor Hawkins, Nate Mendel, Pat Smear, Chris Shiflett              |
| Stacked Actors                | 1999  | There Is Nothing Left to Lose       | Dave Grohl, Taylor Hawkins, Nate Mendel                                         |
| Statues                       | 2007  | Echoes, Silence, Patience and Grace | Dave Grohl, Taylor Hawkins, Nate Mendel, Chris Shiflett                         |
| Still                         | 2005  | In Your Honor                       | Dave Grohl, Taylor Hawkins, Nate Mendel, Chris Shiflett                         |
| Stranger Things Have Happened | 2007  | Echoes, Silence, Patience and Grace | Dave Grohl, Taylor Hawkins, Nate Mendel, Chris Shiflett                         |
| Subterranean                  | 2014  | Sonic Highways                      | Dave Grohl, Taylor Hawkins, Nate Mendel, Chris Shiflett, Pat Smear              |
| Summer's End                  | 2007  | Echoes, Silence, Patience and Grace | Dave Grohl, Taylor Hawkins, Nate Mendel, Chris Shiflett                         |
| Sunday Rain                   | 2017  | Concrete and Gold                   | Dave Grohl, Taylor Hawkins, Nate Mendel, Chris Shiflett, Pat Smear, Rami Jaffee |

## T
| Titre                      | Année | Parution                            | Auteur(s)                                                                       |
| -------------------------- | ----- | ----------------------------------- | ------------------------------------------------------------------------------- |
| T-shirt                    | 2017  | Concrete and Gold                   | Dave Grohl, Taylor Hawkins, Nate Mendel, Chris Shiflett, Pat Smear, Rami Jaffee |
| The Deepest Blues Are Back | 2005  | In Your Honor                       | Dave Grohl, Taylor Hawkins, Nate Mendel, Chris Shiflett                         |
| The Feast and the Famine   | 2014  | Sonic Highways                      | Dave Grohl, Taylor Hawkins, Nate Mendel, Chris Shiflett, Pat Smear              |
| The Neverending Sigh       | 2015  | Saint Cecilia                       | Dave Grohl, Taylor Hawkins, Nate Mendel, Chris Shiflett, Pat Smear              |
| The Last Song              | 2005  | In Your Honor                       | Dave Grohl, Taylor Hawkins, Nate Mendel, Chris Shiflett                         |
| The Line                   | 2017  | Concrete and Gold                   | Dave Grohl, Taylor Hawkins, Nate Mendel, Chris Shiflett, Pat Smear, Rami Jaffee |
| The One                    | 2001  | B.O. d'Orange County                | Dave Grohl, Taylor Hawkins, Nate Mendel, Chris Shiflett                         |
| The Pretender              | 2005  | Echoes, Silence, Patience and Grace | Dave Grohl, Taylor Hawkins, Nate Mendel, Chris Shiflett                         |
| The Sky Is a Neighborhood  | 2017  | Concrete and Gold                   | Dave Grohl, Taylor Hawkins, Nate Mendel, Chris Shiflett, Pat Smear, Rami Jaffee |
| These Days                 | 2011  | Wasting Light                       | Dave Grohl, Taylor Hawkins, Nate Mendel, Chris Shiflett, Pat Smear              |
| This Is a Call             | 1995  | Foo Fighters                        | Dave Grohl                                                                      |
| This Will Be Our Year      | 2011  | Medium Rare                         | Chris White                                                                     |
| Times Like These           | 2001  | One by One                          | Dave Grohl, Taylor Hawkins, Nate Mendel, Chris Shiflett                         |
| Tired of You               | 2002  | One by One                          | Dave Grohl, Taylor Hawkins, Nate Mendel, Chris Shiflett                         |

## U
| Titre      | Année | Parution                 | Auteur(s)                          |
| ---------- | ----- | ------------------------ | ---------------------------------- |
| Up In Arms | 1997  | The Colour and the Shape | Dave Grohl, Nate Mendel, Pat Smear |

## V
| Titre         | Année | Parution      | Auteur(s)                                               |
| ------------- | ----- | ------------- | ------------------------------------------------------- |
| Virginia Moon | 2005  | In Your Honor | Dave Grohl, Taylor Hawkins, Nate Mendel, Chris Shiflett |

## W
| Titre                              | Année | Parution                 | Auteur(s)                                                          |
| ---------------------------------- | ----- | ------------------------ | ------------------------------------------------------------------ |
| Walk                               | 2011  | Wasting Light            | Dave Grohl, Taylor Hawkins, Nate Mendel, Chris Shiflett, Pat Smear |
| Walking After You                  | 1997  | The X-Files Soundtrack   | Dave Grohl, Taylor Hawkins, Nate Mendel, Chris Shiflett            |
| Wattershed                         | 1995  | Foo Fighters             | Dave Grohl                                                         |
| Weenie Beenie                      | 1995  | Foo Fighters             | Dave Grohl                                                         |
| What Did I Do? / God As My Witness | 2014  | Sonic Highways           | Dave Grohl, Taylor Hawkins, Nate Mendel, Chris Shiflett, Pat Smear |
| What If I Do?                      | 2005  | In Your Honor            | Dave Grohl, Taylor Hawkins, Nate Mendel, Chris Shiflett            |
| Wheels                             | 2009  | Greatest Hits            | Dave Grohl, Taylor Hawkins, Nate Mendel, Chris Shiflett            |
| White Limo                         | 2011  | Wasting Light            | Dave Grohl, Taylor Hawkins, Nate Mendel, Chris Shiflett, Pat Smear |
| Win or Lose                        | 2001  | BO de Snow, Sex and Sun  | Dave Grohl, Taylor Hawkins, Nate Mendel, Chris Shiflett            |
| Wind Up                            | 1997  | The Colour and the Shape | Dave Grohl, Nate Mendel, Pat Smear                                 |
| Word Forward                       | 2009  | Greatest Hits            | Dave Grohl, Taylor Hawkins, Nate Mendel, Chris Shiflett            |
| World                              | 2005  | Resolve (face-B)         | Dave Grohl, Taylor Hawkins, Nate Mendel, Chris Shiflett            |

## X
| Titre    | Année | Parution     | Auteur(s)  |
| -------- | ----- | ------------ | ---------- |
| X-Static | 1995  | Foo Fighters | Dave Grohl |

## Y
| Titre           | Année | Parution        | Auteur(s)    |
| --------------- | ----- | --------------- | ------------ |
| Young Man Blues | 2008  | VH1 Rock Honors | Mose Allison |

- Haut – A
- B
- C
- D
- E
- F
- G
- H
- I
- J
- K
- L
- M
- N
- O
- P
- Q
- R
- S
- T
- U
- V
- W
- X
- Y
- Z